# Sant Sebastià de Cerdanyès
Sant Sebastià de Cerdanyès és una església del municipi de la Baronia de Rialb (Noguera) que forma part de l'Inventari del Patrimoni Arquitectònic de Catalunya.

## Situació
L'església es troba a l'extrem nord del terme municipal. S'alça al cap del serrat de la Capella enfront, al sud, de la masia del Cerdanyès, l'última del sector més septentrional de la Baronia de Rialb. La masia manté encara en plena activitat una gran extensió de camps de conreu, alguns d'ells dedicats al modern cultiu de la tòfona negra mitjançant la plantació d'alzines inoculades amb el fong.
Té l'accés per la carretera del Forat de Bulí. Al km. 11 es troba el trencall que puja al Cerdanyès. No està senyalitzat i té el pas barrat amb una cadena. Cal pujar a peu seguint la pista fins a arribar enfront de la masia, a un quilòmetre de distància. Deixant la masia a l'esquena, es pren direcció sud i pel costat d'una bassa, s'encara un tros (el tros de la Collada) fins a la seva part superior on es troba una pista en desús que puja pel vessant de ponent del serrat. En poca estona s'arriba a la capella.

## Descripció
És un edifici d'una sola nau, coberta amb volta de canó (només se'n conserva la meitat de llevant), de perfil semicircular que arrenca d'uns arcs formers, de dimensions molt desiguals. La porta, en molt mal estat, devia ser de mig punt. A llevant, l'absis semicircular s'obre directament a la nau i és precedit per un tram on la nau s'eixampla. Al centre de l'absis hi ha una finestra de doble esqueixada, del mateix tipus que hi ha a la façana sud, però de proporcions molt diferents, la qual cosa evidencia la complexitat de les fases constructives de l'edifici. Trobem una gran varietat d'aparells constructius: els murs perimetrals són de reble irregular, terç inferior que és de pedra seca, al mur nord hi ha algunes filades d'aparell d'espiga... La primera fase de l'església es podria datar de finals del segle x i inicis del segle xi, lluny dels plantejaments llombards.

Sant Sebastià de Cerdanyès
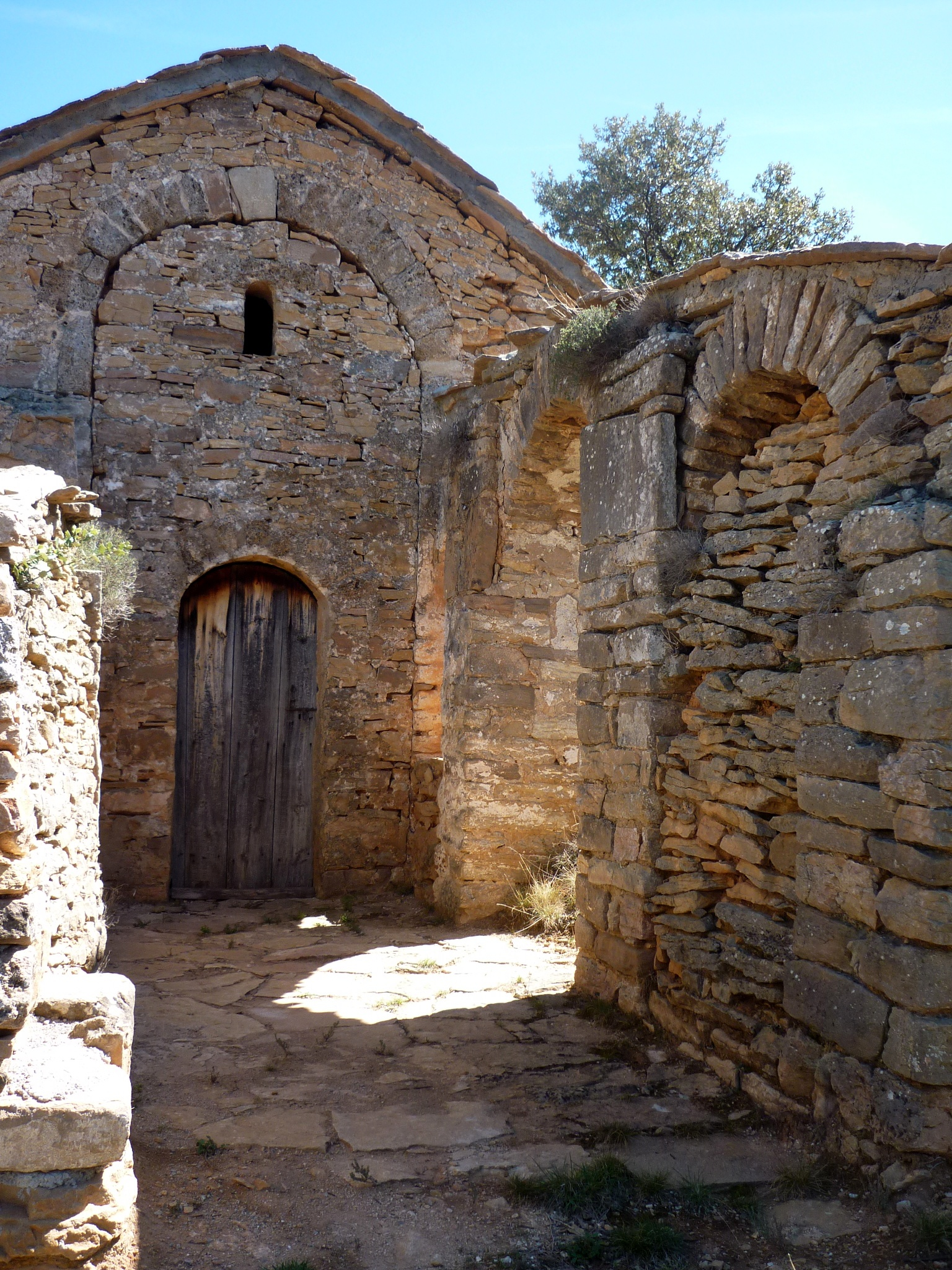
Portal
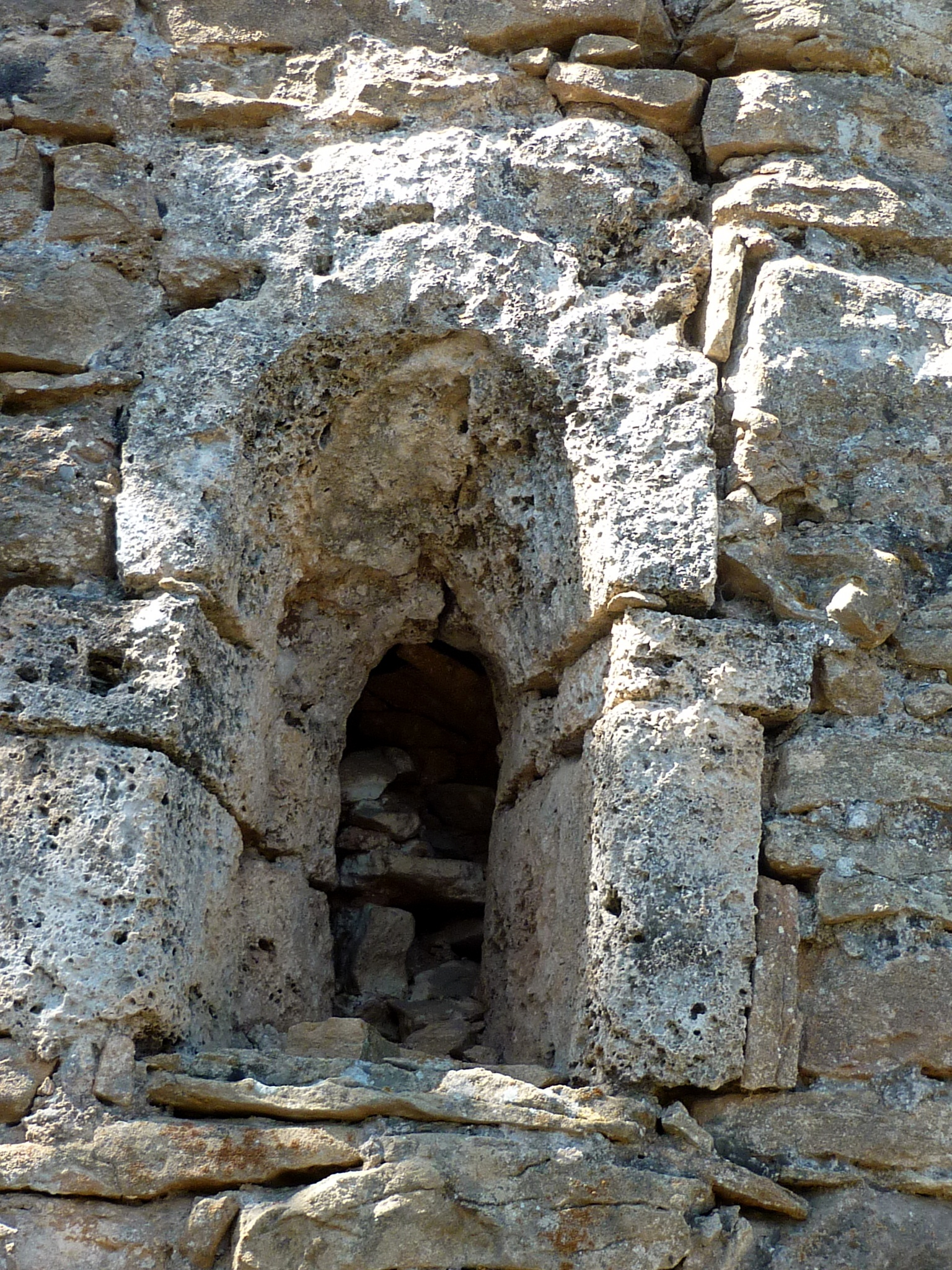
Finestra
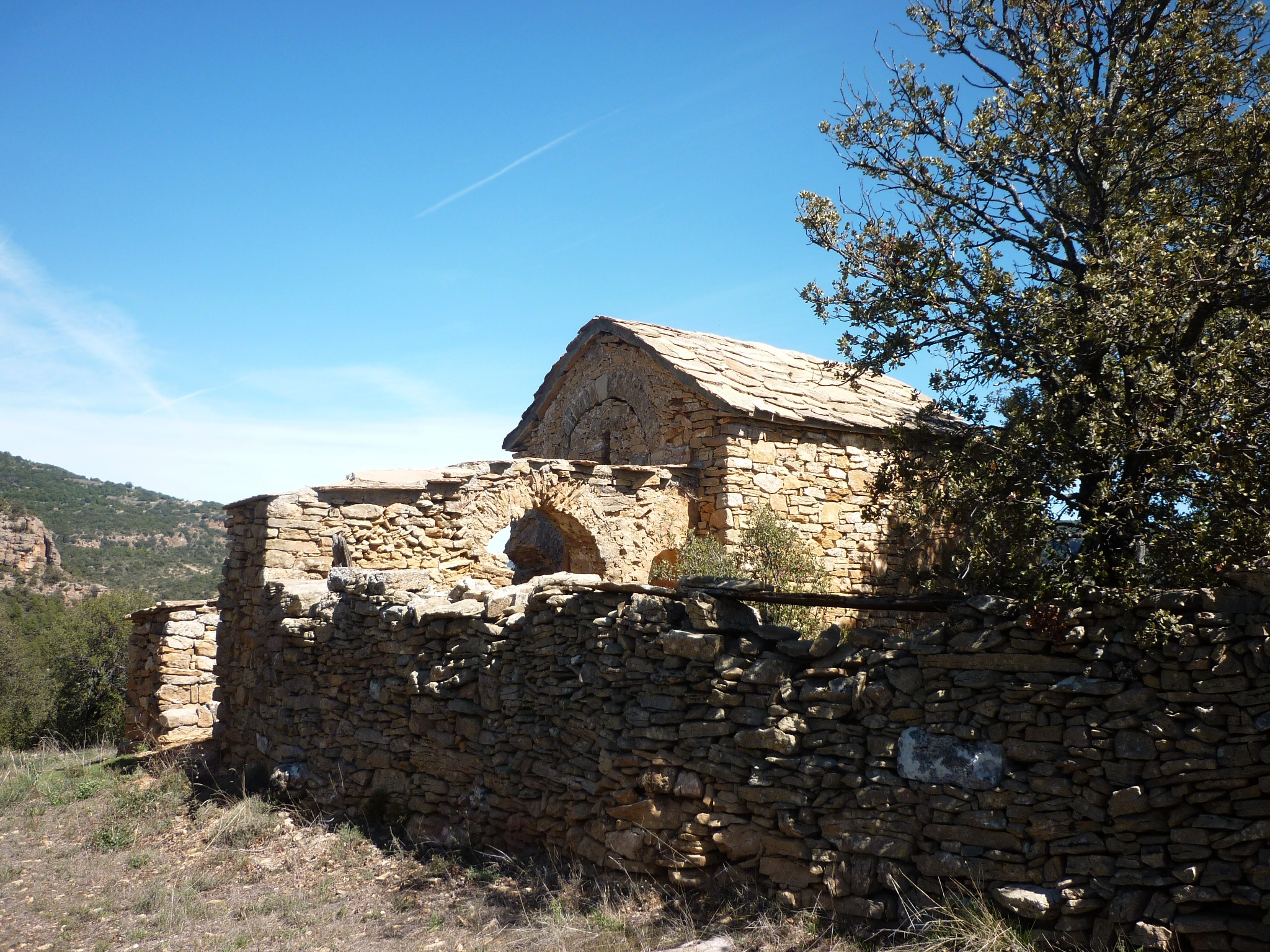
Des del sud
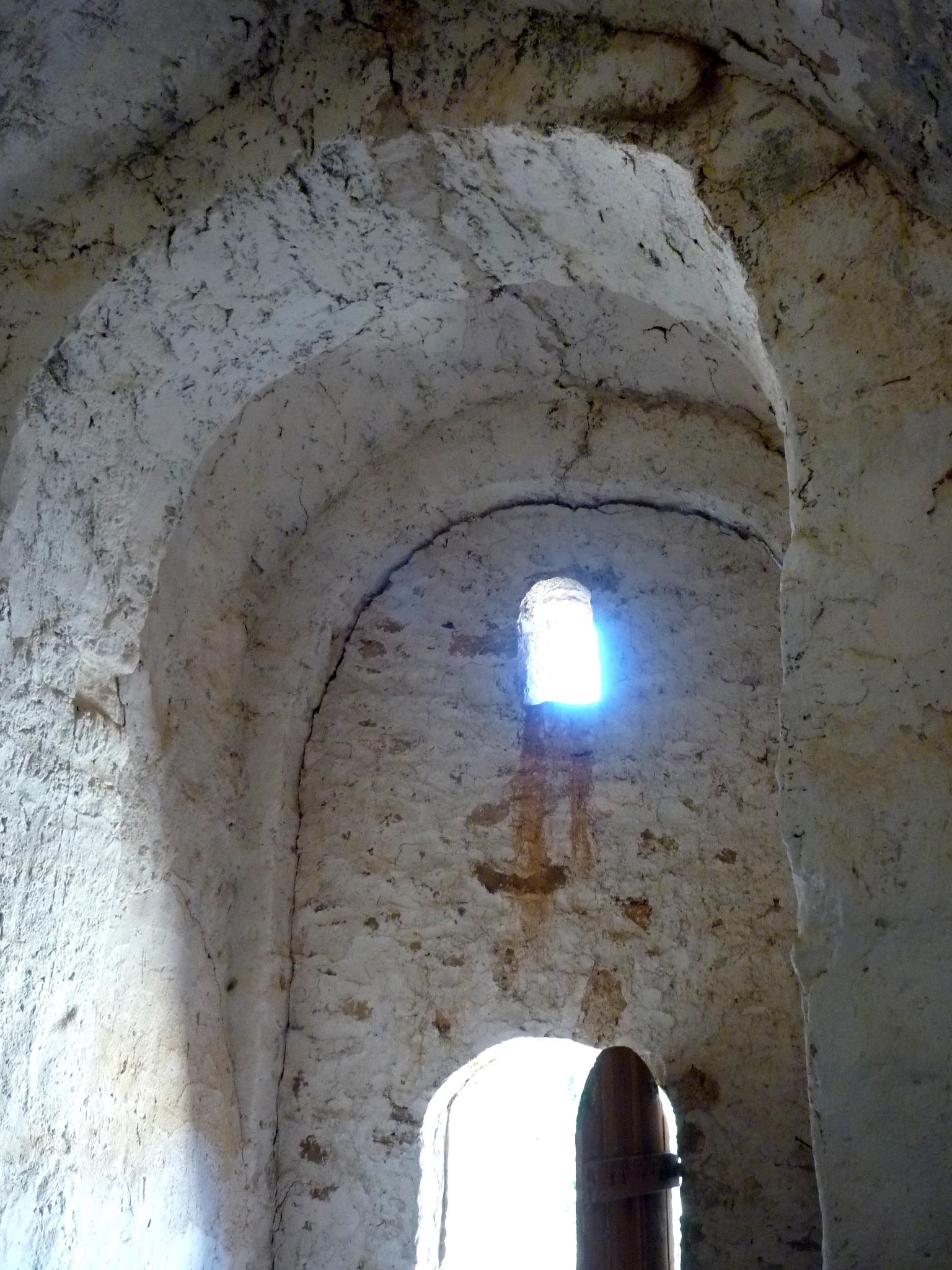
Interior

## Història
No hi ha dades documentals sobre aquesta església que durant l'edat mitjana pertanyia al terme parroquial de Sant Martí de Tarabau, ara de Terrassola o del Puig. La grandària relativa que tenia aquest temple és una mostra més de la vitalitat religiosa i de la plenitud demogràfica d'aquest sector durant els segles medievals. La importància del lloc queda demostrada pel fet que l'amo de la casa principal de Cerdanyès solia ser el batlle de Sant Martí, i que a l'església de Sant Sebastià de Cerdanyès hi residí una capellà durant un cert temps. Aquesta església podia haver estat la principal del veïnat de Cerdanyès, tenint en compte les seves dimensions i el fet que és situada molt a prop de mas de Cerdanyès que dona nom a la contrada.